# Астрофізичний мазер

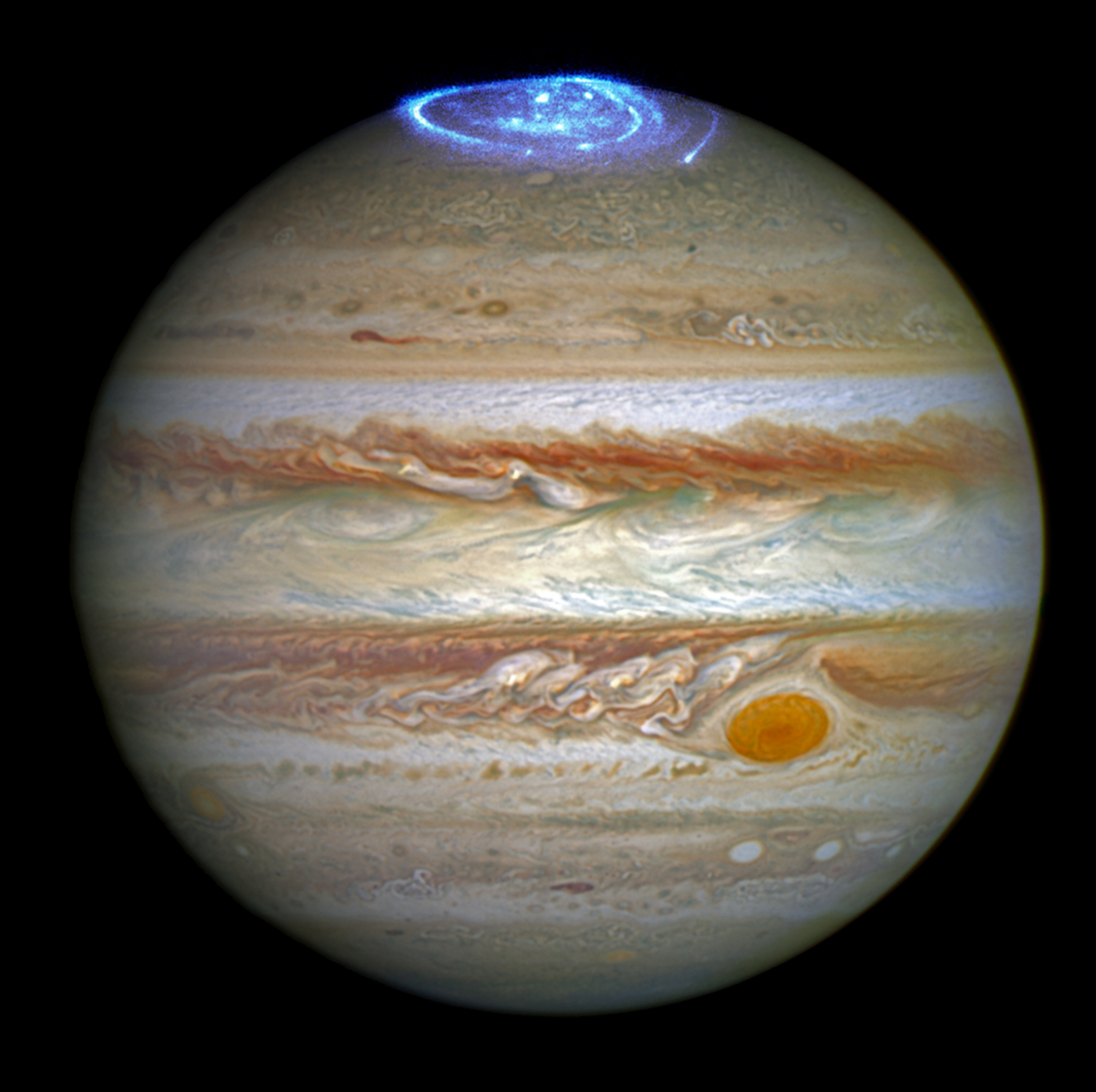
Циклотронний мазер на північному полюсі Юпітера (Космічний телескоп Хаббл)

Астрофізи́чний ма́зер (англ. Astrophysical masers) — природне джерело стимульованого мікрохвильового випромінювання (мазер). Випромінювання від мазера є монохроматичним, що відповідає різниці між двома квантово-механічними рівнями енергій, які були накачані до температури вище теплового розподілу. Найчастіше джерелами мазерного випромінювання є молекулярні хмари, області іонізованого водню, комети, планетарні та зоряні атмосфери. Однак природним мазерам не вистачає резонансної порожнини, розробленої для лабораторних мазерів. Випромінювання від астрофізичного мазера відбувається внаслідок одного проходу через середовище підсилення і тому зазвичай не вистачає когерентності, яка очікуються від лабораторного мазера.

## Історія
В 1960-х роках астрономи виявили велетенські космічні мазери, що випромінюють потужні радіохвилі. У 1965 році групою вчених Лабораторії радіоастрономії Каліфорнійського університету в Берклі під керівництвом Х. Уівера при вивченні спектрів низки молекулярних хмар (Туманність Оріона, Стрілець B2, туманності W3, W49) були зареєстровані інтенсивні лінії випромінювання з довжиною хвилі 18 см та 1,35 см.  Досить швидко різні автори встановили, що це випромінювання відповідало міжзоряному гідроксид-іону (OH−). Незабаром були нові відкриття: в 1969 році було зареєстровано випромінювання молекул води (H2O), в 1970 – метилового спирту (CH3OH), в 1974 – монооксиду кремнію (SiO). Всі вони походили з молекулярних хмар. Відкриття нових космічних мазерів за допомогою деяких потужних космічних телескопів постійно триває. Умови для генерації мазерного випромінювання виникають у компактних молекулярних хмарах (розміром мільйони кілометрів), що містять молекули гідроксид-іона та води.

## Конструкція
Через відмінності між лабораторними та природними мазерами часто стверджується, що астрофізичні мазери не є «справжніми» мазерами, оскільки в них відсутні коливальні порожнини.
Широкі дослідження астрономічного мазера показали його принципові відмінності від лабораторного мазера. Так, у астрономічного мазера є активне середовище, але відсутні таки елементи лазера, як оптичний резонатор із  дзеркалами та пристрій помпування. Однак, на відміну від лабораторних мазерів, астрономічні мазери обов'язково мають магнітне поле. Магнітне поле існує в космічних мазерах, кометах   та на Землі. 

## В Україні

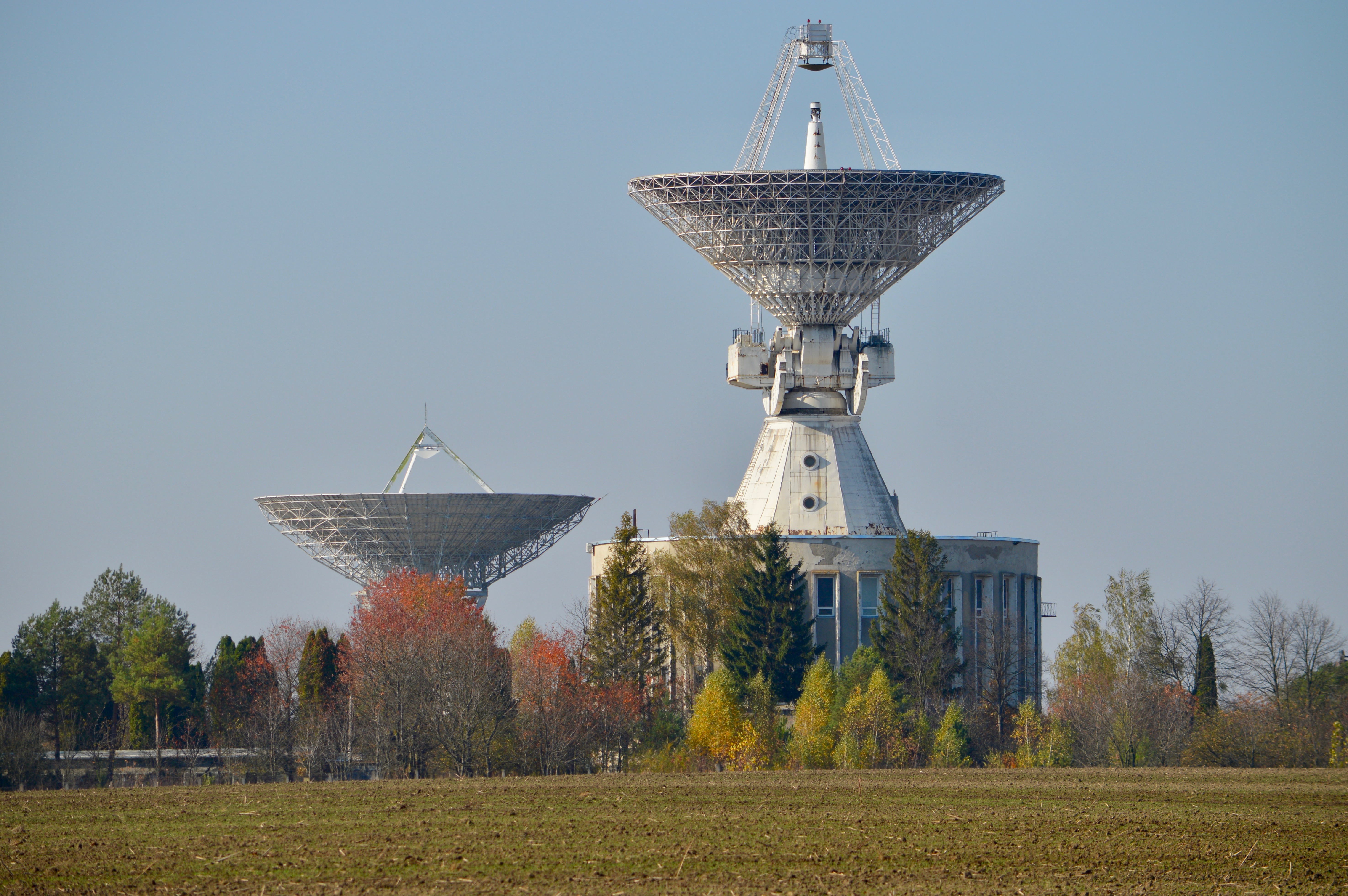
Вид на Центр космічних досліджень та зв'язку

В серпні 2020 вперше в історії незалежної України фахівцями НЦУВКЗ [Архівовано 1 січня 2021 у Wayback Machine.] спільно з науковцями Радіоастрономічного інституту НАН України проведено дослідження молекулярних мазерів з використанням широкосмугового українського радіотелескопу нового покоління РТ-32 Центру космічних досліджень та зв’язку Національного центру управління та випробувань космічних засобів. В умовах реальних радіоастрономічних спостережень та реєстрації проведено одночасне дводіапазонне дослідження спектральних ліній метанольних СН3ОН, гідроксильних ОН та водяних мазерів Н2О, які випромінюються в молекулярній хмарі W3(OH).
Широкосмуговий український радіотелескоп нового покоління РТ-32 здатен досліджувати спектри молекулярних мазерів.